# Steve Windom
Stephen Ralph „Steve“ Windom (* 6. November 1949 in Florence, South Carolina) ist ein US-amerikanischer Politiker.
Windom studierte an der University of Alabama. Ab 1974 praktizierte er als Anwalt in Mobile. 1989 wurde Windom in einer Nachwahl in den Senat von Alabama gewählt. Bei den Wahlen 1990 sowie 1994 konnte er sein Mandat jeweils erfolgreich verteidigen. Am 3. November 1998 wurde er zum Vizegouverneur von Alabama gewählt und übte dieses Amt von 1999 bis 2003 aus. Windom war damit der erste republikanische Vizegouverneur Alabamas seit Alexander McKinstry, der dieses Amt von 1872 bis 1874 innehatte, sowie der dritte republikanische Vizegouverneur überhaupt. Im Jahr 2003 gründete er nach seinem Ausscheiden aus der Politik Steve Windom, LLC.
Windom ist verheiratet und hat zwei Söhne.